# Asdrúbal, o Belo
Asdrúbal (ca. 270 a.C. — 221 a.C.) foi um general cartaginês, genro de Amílcar Barca. Ele foi comandante supremo de Cartago por oito anos, sucedendo seu sogro Amílcar Barca e sendo sucedido por seu cunhado Aníbal.

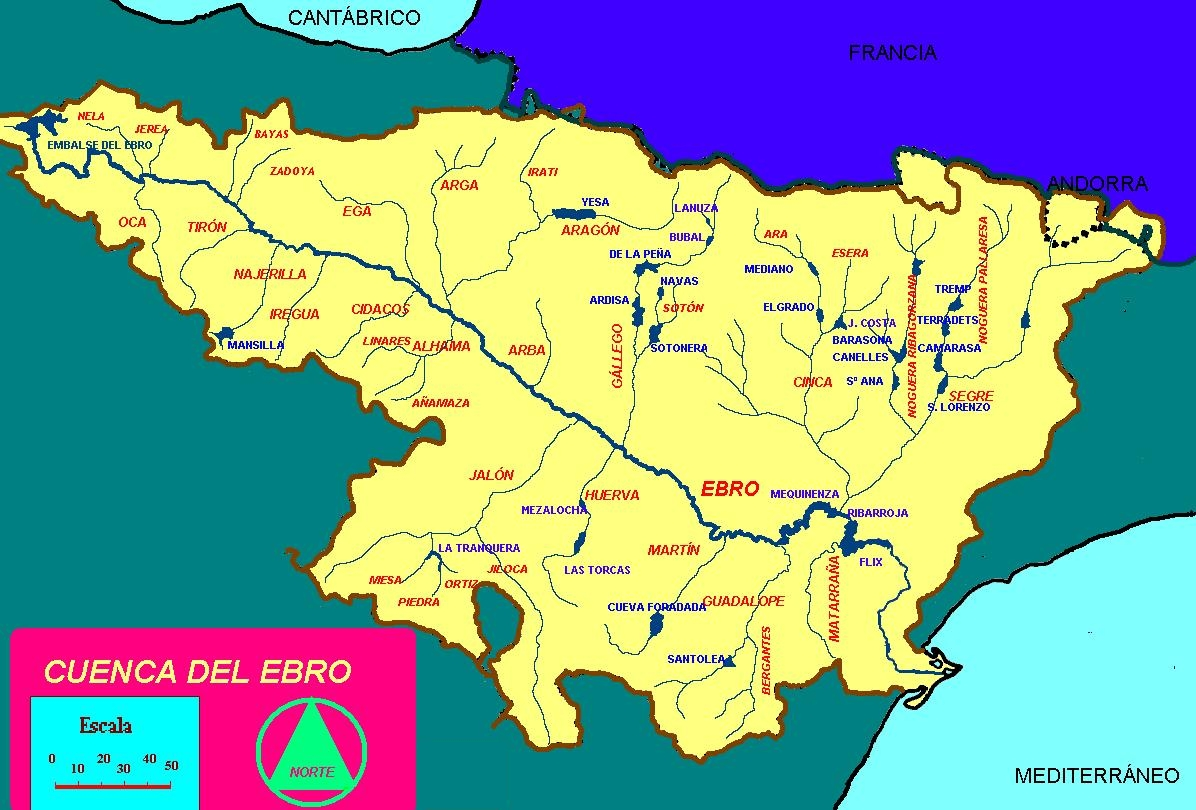
Rio Ebro (mapa atual), fronteira entre Roma e Cartago na época de Asdrúbal

Segundo Tito Lívio, Asdrúbal, quando menino, era muito belo, e se tornou o favorito de Amílcar Barca, mais tarde, porém, exibindo talentos de outra natureza, ele se tornou genro de Amílcar.
Após a morte de Amílcar, Asdrúbal tornou-se o comandante supremo dos cartagineses, por influência da família Barca, e tinha o apoio dos soldados e do povo, mas a oposição dos nobres. Ele teve este cargo por oito anos.
Asdrúbal estendeu o poder de Cartago mais pela diplomacia do que pelas armas, fazendo alianças com os príncipes de novas tribos.
Por três anos, Aníbal, filho de Amílcar, serviu sob Asdrúbal. Quando Asdrúbal convidou Aníbal para vir para a Espanha, Hanão, líder da oposição, se opôs, alegando que Asdrúbal estava usando a sua beleza, que tinha sido oferecida a Amílcar, para conseguir o filho, e que era ruim acostumar os jovens à luxúria dos seus comandantes. A opinião de Hanão, porém, era minoritária, e Aníbal foi enviado à Espanha, tornando-se o favorito dos soldados.
Ele foi assassinado por um bárbaro cujo mestre ele havia executado; o assassino, mesmo torturado, mostrava-se feliz por ter assassinado alguém tão importante.
Após sua morte, os romanos aceitaram renovar o acordo de paz com Cartago, definindo a fronteira no Rio Ebro, com a cidade de Sagunto, que ficava em uma posição intermediária, se tornando uma cidade livre.
Seu sucessor foi Aníbal, filho de Amílcar, escolhido, por unanimidade entre os soldados, e com o apoio da plebe.